# Sethiani
I Sethiani, o Seziani, erano i membri di una corrente del Cristianesimo delle origini che si rifaceva a Seth, il terzo figlio di Adamo, indicato dagli gnostici come il capostipite degli pneumatici o spirituali e, a volte, come il depositario di una segreta rivelazione divina.

## Dottrina
Al pari di altre correnti gnostiche, i Sethiani erano convinti che il mondo fosse stato creato non da Dio, ma da eoni che, nel loro complesso formavano il Pleroma. L'ultima degli eoni, Sophia (la Saggezza) o Madre Divina, generò sette figli, Ildabaot, Iao, Sabaoth, Adonai, Elohim, Astaphain e Horaios; essi crearono l'uomo a loro immagine e somiglianza. Dopo la caduta di Adamo e l'uccisione di Abele da parte di Caino, Sophia decise di inviare Seth a liberare la scintilla divina degli uomini, intrappolata nel mondo materiale.
Il Cristo era l'ultimo discendente di Seth, o addirittura lo stesso Seth, tornato per portare la conoscenza (gnosi) della salvezza e insegnarla agli iniziati. Tale conoscenza era contenuta in un libro segreto.
Ultima particolarità della dottrina sethiana era il loro docetismo. Cristo non era stato né crocifisso né tanto meno era risorto in quanto essendo di puro spirito non poteva morire.

## Le opere
Molti dei testi scoperti a Nag Hammadi nel 1945, probabilmente, si rifanno alla gnosi seziana. I più importanti sono la Tre steli di Seth, l'Ipostasi degli arconti, l'Apocrifo di Giovanni, il Vangelo degli Egiziani e la Protennoia trimorfica.
Alcuni ritengono che anche il Vangelo di Giuda fosse un testo sacro fondamentale dei Sethiani, in quanto è citata la "stirpe di Set" come stirpe degli eletti.

### Le tre stele di Seth
Il codice in cui si trova Tre stele di Seth, noto anche come La rivelazione di Dositeo in merito alle tre stele di Seth, risale al 340 (Dositeo fu uno dei primi maestri gnostici). Secondo il testo, Seth fu il padre di tutti gli gnostici, coloro cioè che possedevano la conoscenza per non arretrare di fronte alle forze che dominano la creazione. Nella prima stele Dositeo si rivolge ad Adamas, il Figlio Superiore, padre di Seth e quindi progenitore di tutti gli gnostici che risiede al confine tra il mondo divino e quello demiurgico. Questi, in qualità di padre degli spirituali, rappresenta l'anello di congiunzione tra la diade superiore composta dal Padre e dalla Barbelo e quella inferiore composta da Seth e dagli gnostici. Egli è il passaggio obbligato per la salvezza. Nella seconda stele Dositeo si rivolge alla Barbelo, il primo eone, l'espressione femminile del Padre, la sua monade. Essa è la portatrice della luce, dell'intelletto e della vita in quanto in perenne contemplazione della fonte di luce primigenia. Nella terza stele Dositeo loda l'Essere Supremo, azione che può compiere solo grazie allo spirito vivificante dell'Adamas in Seth e dell'intelletto della Barbelo. La conclusione dell'opera esorta alla glorificazione di questi tre esseri in modo da essere "perfetto tra i perfetti".
Da questo testo si possono ricavare i significati di quattro figure fondamentali per la dottrina sethiana:
- Seth rappresenta l'archetipo dello gnostico che si ribella all'ordine apparente delle cose e ricerca la conoscenza che lo potrà salvare;
- Adamas rappresenta l'archetipo divino che deve essere di costante ispirazione per lo gnostico;
- la Barbelo rappresenta le qualità totali del Padre, la conoscenza che viene infusa nello gnostico per portarlo alla salvezza;
- il Padre rappresenta l'Essere Supremo, il punto di arrivo verso cui deve tendere lo gnostico.